# Božena Bobková
Božena Bobková (* 1. listopadu 1940) byla česká a československá politička Komunistické strany Československa a poslankyně Sněmovny lidu Federálního shromáždění za normalizace.

## Biografie
K roku 1981 se profesně uvádí jako ekonomka.
Ve volbách roku 1981 zasedla do Sněmovny lidu (volební obvod č. 60 – Liberec-sever, Severočeský kraj). Ve Federálním shromáždění setrvala do konce funkčního období, tedy do voleb roku 1986.